# Dutasterida
La dutasterida es un medicamento que se emplea en el tratamiento de los síntomas de la hiperplasia benigna de próstata, no cura la enfermedad pero reduce sus efectos, disminuye el riesgo de que se produzca retención aguda de orina y también hace más improbable la necesidad de tener que realizar cirugía para aliviar esta dolencia…Pertenece al grupo de medicamentos llamados inhibidores de la 5-alfa reductasa, por lo que está emparentado con la finasterida que actúa mediante un mecanismo bioquímico muy similar.
La dutasterida puede administrarse como molécula aislada o asociarse a dosis fija en el mismo comprimido con la tamsulosina que tiene similar indicación.
La dutasterida ha sido estudiada en combinación con la bicalutamida en el tratamiento de cáncer de próstata. Un estudio descubrió que la dutasterida, que bloquea la formación de neoperoesteroides neurosteroides a partir de la progesterona, es eficaz para reducir los síntomas en mujeres con trastorno disfórico premenstrual.

## Mecanismo de acción
El mecanismo de acción se basa en la inhibición de las isoenzimas 5-alfa reductasa de tipo 1 y 2, las cuales transforman en el organismo la testosterona en 5 alfa-dihidrotestosterona. La 5 alfa-dihidrostestosterona es el principal andrógeno (hormona sexual masculina) que influye en el crecimiento de la próstata, por lo que la inhibición de su síntesis tiene influencias positivas y la próstata tiende a disminuir de tamaño. Sin embargo al tratarse de una hormona sexual, el descenso de sus niveles sanguíneos puede provoca algunos efectos secundarios, como disminución de la libido y retraso en la eyaculación.

## Efectos secundarios
Los principales efectos secundarios observados tras la administración del medicamento son de tipo sexual, entre ellos impotencia, disminución de la libido, ginecomastia, reducción del recuento de espermatozoides, reducción del volumen de semen por eyaculación y dificultad para la eyaculación.
Cuidado con potenciales alteraciones en caso de mantener relaciones con embarazada o buscar embarazo.

## Uso en la alopecia androgénica
La dutasterida se ha utilizado en ensayos clínicos para valorar su eficacia en el tratamiento de la alopecia androgénica, habiéndose obtenido buenos resultados, ya está aprobado su empleo con esta indicación por las principales agencias de evaluación de medicamentos a nivel mundial, como la FDA (Administración de Alimentos y Medicamentos) y la EMEA (Agencia Europea de Medicamentos).